# ブリガム・ヤング

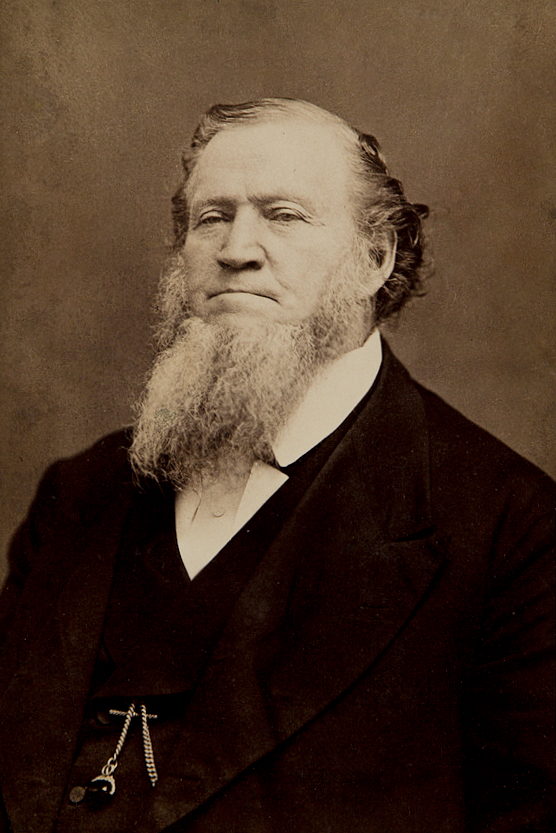
ブリガム・ヤング、1801年6月1日生まれ、1877年8月29日(76歳)死亡

ブリガム・ヤング（Brigham Young : 1801年6月1日 - 1877年8月29日）は、アメリカ合衆国の宗教家かつ政治家である。末日聖徒イエス・キリスト教会(モルモン教)の十二使徒定員会の2代目会長を1838年から1847年までつとめ、1847年から同教会の2代目大管長をつとめた。また、ソルトレイクシティを設立し、1850年から1858年までユタ準州初代知事をつとめた。ブリガム・ヤング大学はその功績と栄誉を称えて名付けられた。
ヤングには様々な渾名があり、その中でも最も広く知られたのは「アメリカのモーゼ」（あるいは「現代のモーゼ」、「モルモンのモーゼ」）である。これは聖書のモーゼに似て、ヤングはその追随者であるモルモン開拓者を率いて砂漠を越えて移動し、彼等が約束の地と見なす所まで導いたからだった。ヤングはまたその大胆な個性により「神のライオン」とも呼ばれており、教徒からは「ブラザー・ブリガム」と呼ばれるのが普通だった。しかし、おそらくモルモン教徒以外の者からは最も著名な多重婚推進者として知られているので、ヤングの遺したものについては議論が多い。また歴史家達からは、黒人教会員の聖職と叙任される権利を無効にしたこと(英語解説)に大いに関与しそれを推進したとされている。さらに連邦政府に対抗したユタ戦争とマウンテンメドウの虐殺において果たした役割に関して関心が続いている。

## 初期の経歴、ジョセフ・スミスの後継者となるまで
ヤングはバーモント州ホワイティンガムの農家で生まれ、幾つかの職業を経験したが、その中でも旅の大工と鍛冶屋を生業にしていた。1824年にミリアム・アンジェリン・ワークスと結婚した。1823年にメソジストに改宗していたが、「モルモンの書」が1830年に出版されてから直ぐにそれを読んで、モルモンの教えに惹かれるようになった。正式には1832年にこの新しい教会に加わり、モルモン宣教師としてアッパー・カナダに旅した。1832年に最初の妻が死んだ後、オハイオ州カートランドで多くのモルモン教徒と共にその地域社会設立に加わった。
1844年、教会の大管長、ジョセフ・スミスが反逆罪で告発され、裁判を刑務所で待っている間に武装した暴徒に殺害された。それに続く継承の危機の間に、教会の大管長の役割を引き受けようという者が何人か現れた。イリノイ州ノーブーで後継者を決める大きな集会が開催される前に、教会草創期の生き残りメンバーでは年長であるシドニー・リグドンが、亡くなった預言者（スミス）の後継者はあり得ないので、リグドンが教会の「保護者」になるべきだと主張した。ヤングはリグドンの論法と動議に反対した。スミスはある啓示を記録しており、その中では十二使徒定員会が初代大管長と「等しい権限と権力」を持つと謳っていたので、ヤングは教会の指導が十二使徒定員会に委ねられると主張した。ヤングの追随者の多くは、ヤングが聴衆に話し掛けるときに、ジョセフ・スミスに似て見えるか似たような声と聞き、それを神の力によるものとした。この集会に参加した多くの者にとって、この出来事はヤングが十二使徒定員会の大管長として教会を導く兆しのように受け入れられた。ヤングは、スミスの死から3年半経った1847年12月に教会の大管長に聖任された。リグドンはピッツバーグに本拠を置く別の教会組織の大管長になり、他にも後継者となる可能性があった者達がこの運動の他の会派となるものを導くようになった。

## ユタ準州知事

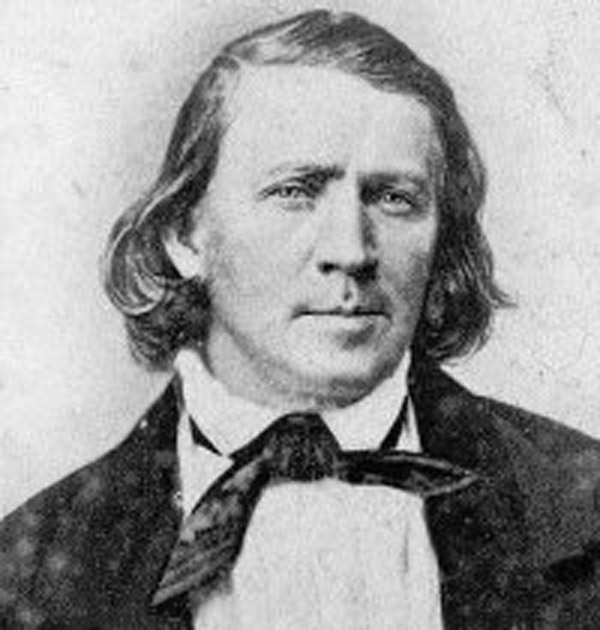
知事就任の頃

ヤングはソルトレイクシティに植民し、その設立者としてミラード・フィルモア大統領から準州の初代知事とインディアン問題監督官に指名された。知事を務める間にユタ、アイダホ、アリゾナ、ネバダ全体やコロラドの南部とメキシコの北部に開拓地の設立を指導した。その指示の下に開拓者達は道路や橋、砦を建設し、灌漑計画を進め、大衆の福祉を進め、民兵隊を組織して、インディアンを「宥め」た。ヤングは最初の議会を設立し、準州最初の首都としてフィルモアを建設した。1856年には優れた郵便制度を作った。1858年に後継者アルフレッド・カミングに知事を譲った。

## 教会の大管長職

### 教会の大管長としての当初の行動
ヤングは十二使徒定員会会長として教会を率いてから3年後の1847年に、新しく大管長会を組織し、教会の大管長であることを宣言した。ヤングは繰り返し起こった紛争のために、末日聖徒教会員を今日のユタとなる場所、続いてメキシコの一部に移動させた。ヤングは1846年にネブラスカのウィンター・クォーターズに忠実な者達を連れて行き、その後にソルトレイクシティにいく旅を纏めた。ヤングは1847年7月24日にソルトレイク・バレーに到着し、現在この日はユタ州でパイオニアデーとして認められている。

### 多重婚
ブリガム・ヤングの指導した末日聖徒イエス・キリスト教会はおそらく多重婚の慣習でもっとも良く知られている。歴史家の大半は末日聖徒イエス・キリスト教会の中の多重婚がヤングの前任者であるジョセフ・スミスによって教えられ実行されたと考えているが、コミュニティ・オブ・クライストのような他の分派の多くの信奉者は、モルモン教における多重婚がブリガム・ヤングの下で始められたと信じている。この問題に関する教会の最初の公式声明は、教会がユタに到着した後の1853年にヤングによって発表された。ヤングが発表したのはジョセフ・スミスによって最初に趣旨が表明されてから9年後、スミスがノーブーで死んでユタに移動してから5年後のことだった。

### 家族
ヤングはおそらく、初期アメリカの教会で最も有名な多重婚者であり、全部で55人の妻と結婚し、そのうち54人は末日聖徒イエス・キリスト教会に入った後に妻になった。ヤングは一夫多妻について教えられた時に「私の人生で墓を望んだ最初の時だった」と述べた。ヤングが死ぬときまでに16人の妻から56人の子供が生まれ、そのうち46人は成人になるまで成長した。
ヤングの妻の数については、観察者が彼の妻であると考えたその差によって異なる史料が存在する。ヤングはその生涯で家族とした55人の妻がいた。婚姻の大多数は「未来永劫」のものであり、幾らかは「その時だけ」だった。しかし、55の婚姻全てが夫婦関係かは疑わしく、ヤングがその妻の多くと一緒に住まなかったこと、あるいは公には妻として言わないでいることで、数字に混乱が生じることになった。
55人の妻の中で、21人は初婚であり、16人は寡婦、6人は離婚者、6人は生存する夫がおり、他の6人の婚姻状況は不明である。
1856年、ヤングはその大きな家族を収容するためにライオン・ハウスを建てた。この建物は、ヤングの別の家族用家屋であるビーハイブ（ミツバチの巣箱）・ハウスとともに、ソルトレイクシティの史跡として残っている。ヤングの同時代人の一人が、「ブリガム・ヤングの大きな家を歩くと驚かされる。長く延びた建物で、数えきれないほどのドアがある。ヤングの妻はそれぞれが客室、寝室および玄関で構成される自分の所帯を持っており、その鍵を自分のポケットに管理していた。」と記した。
ヤングが死んだとき、妻の内19人は先に死んでおり、10人は離縁し、23人が生き残り、4人の状態は不明だった。ヤングの遺書では、彼と共に住んでいて生き残っている16人に資産を分けたが、6人の夫婦関係にない生存者には触れられていなかった。

### 黒人教会員の聖職者を禁じることになった事情
ヤングは黒人教会員から聖職を剥奪し叙任される権利を無効にすることを推進したと一般に考えられている。
ジョセフ・スミスの時代までは黒人教会員の扱いは曖昧であった。
1847年にモルモン教徒がイリノイ州からユタに逃げてきたとき、ヤングは著名な黒人教会員ウォーカー・ルイスの息子が人種間結婚をしたことを知らせる手紙を受け取った。この手紙は、人種間結婚が許容されることかを知りたいと思ったモルモン教徒の長老ウィリアム・アイバース・アップルビーによって書かれていた。アップルビーはこの手紙をネブラスカの冬季宿営地にいるヤングに送ったが、ヤングはこのときユタにいたので、冬季宿営地に戻ってきた1847年12月1日まで受け取れなかった。全く偶然にアップルビー自身も12月2日に冬季宿営地に到着した。ヤングはアップルビーの手紙を読み、アップルビーにはヤング自身とそのときネブラスカにいた8人の使徒の所に出頭させた。1863年、ヤングは、「アフリカの人種に関して神の法を貴方に教えることになるのだろうか？選ばれた種に属する白人がカインの種を持つ者と血が混じるならば、神の法の下での罰は即刻の死である。これからずっとそうなるだろう」と言ったと報告した。
ヤングは1848年にユタに入植した後で、アフリカ系黒人が全て聖職を持つことを禁じる聖職禁制を宣言した。これに関連して、アフリカ人子孫のモルモン教徒は叙任や婚姻などモルモン神殿の儀式に参加できなくなった。これら人種による規制は、1978年にスペンサー・W・キンボール大管長が無効にするまで有効だった。

### アメリカ合衆国政府との紛争
ヤングの率いたモルモン開拓者がユタに到着した直ぐ後に、新しいモルモン教徒の植民地はメキシコ割譲によってアメリカ合衆国の領土に組み入れられた。ヤングはアメリカ合衆国議会にデザレット州を創るよう請願した。しかし、1850年妥協によって、ユタ準州が創設され、ヤングはその知事に任命された。ヤングは知事と教会大管長を兼務し、宗教面と経済面の事柄を指導した。ヤングは独立と自給自足を奨励した。ユタの中の都市や町および隣接する州の都市や町がヤングの指示で設立された。ヤングの指導スタイルは独裁制であると見なされてきた。
ユタでは連邦政府の役人（最も顕著な例が判事）の行動が広範囲にかつ体系的に妨害されているという報告を連邦政府が受け取ったとき、ジェームズ・ブキャナン大統領は非モルモン教徒の知事を据えることにした。ブキャナンは取り立てて調査を行うことなく判事達の報告書を受け入れ、新しい宗派の制約を受けない知事は新しい準州内の砦守備に派遣された軍隊に伴われて行った。この軍隊は「血塗られたカンザス-ミズーリ戦争」が公然たる戦争ではなく、孤立し散発的なできごとだったので、それに干渉することなくそこを通過した。ヤングは連邦軍がヤングの後継者と共にユタに向かっているという報せを受けたとき、連邦軍を待ち伏せさせるために民兵隊を招集した。現在はユタ戦争と呼ばれるデザレット防衛の中で、ヤングは連邦軍の牛を取り上げ、物資荷車を焼くことで、冬の間連邦軍を動けなくした。モルモン教徒軍は数の上で1,000対1と劣勢だったにも拘わらず、連邦軍を出し抜いたモルモン教徒の有名な指揮官ロット・スミスの貢献が大きかった。ヤングはソルトレイクシティに火を放って追随者達をメキシコまで連れて行く計画を立てたが、最後のところで思い止まり、知事を止めることに同意した。後にブキャナンから恩赦を受けた。ヤングと次の知事およびアメリカ合衆国大統領との関係は複雑なものだった。

### マウンテンメドーズの虐殺
議論の多い問題として、マウンテンメドーズの虐殺にヤングがどの程度関わったかということがある。この事件は1857年にユタ準州ワシントン郡で起こった。レナード・J・アーリントンは、ヤングが同じ日のその事務室で伝言を受け取ったと報告している。ヤングがパロワンとシーダー市でモルモン教徒が目論んでいることを知ったとき、ファンチャー隊は妨害されずに領土内を通過させるという手紙を送り返した。ヤングの手紙は2日遅れた1857年9月13日に着いたと考えられている。ヤングは知事として連邦政府に対し、ユタ準州内を通過する移民を守ると約束した。しかし、地元先住民族の指導者に移民の荷車隊から牛を盗む許可を出したとも言われている。モルモン教徒とその先住民同盟者によって、120名以上の男性、女性および子供が殺された。地元のモルモン教徒が主要な実行犯だったことは明らかである。アメリカ合衆国陸軍の士官、ジェイムズ・ヘンリー・カールトンが虐殺の調査に派遣され、モルモン教徒が犯人だと確信した。子供達だけが生き残り、荷車隊（ファンチャー隊と呼ばれた）の虐殺されたメンバーは埋葬されずに放置され、生き残った子供達は地元のモルモン教徒の家庭で世話された。約40人の遺骸が発見されて埋葬され、カールトンは地元の木で作った大きな十字架を作らせ、その横木には「復讐するは我にあり、と神は言った。私が償おう」と彫らせ、その地には岩のケルンを作らせた。その上に石灰岩の板を置き、「ここで、1857年9月に120人の男性、女性および子供達が虐殺された。彼等はアーカンソー州から来ていた」と彫らせた。この記念碑はマウンテンメドーズを抜けてスパニッシュ・トレイルを通る旅人への警告として2年間立っていた。或る者の話では、ヤングが側近を連れてマウンテンメドーズに現れ、ケルンと十字架を破壊させたということである。このとき「復讐するは我にあり、私は少しだけ関わった」と叫んだ。しかし、別の者はケルンや十字架が朽ち果てたので、1864年にアメリカ軍によって立て直されたと言っている。

### その他の著名な行動
ヤングはモルモン礼拝堂聖歌隊を組織作り、1850年にはデザレット大学、現在のユタ大学を設立した。1875年、その死の丁度2年前に、ブリガム・ヤング・アカデミーを設立し、それがブリガム・ヤング大学になった。1950年、ユタ州はワシントンD.C.アメリカ合衆国議会議事堂の国立彫像ホール・コレクションにヤングの大理石像を寄贈した。

## 著作
- Young, Brigham (1952). The Best from Brigham Young: Statements from His Sermons on Religion, Education, and Community Building. selected by Alice K. Chase. Deseret Book Company
- Everett L. Cooley, ed (1980). Diary of Brigham Young, 1857. Tanner Trust Fund, University of Utah Library
- ?? (1925). Discourses of Brigham Young. selected by John A. Widtsoe. Deseret Book
- Dean C. Jessee., ed (1974). Letters of Brigham Young to His Sons. Deseret Book Company
- Manuscript History of Brigham Young, 1801-1844. Eldon J. Watson. (1969)
- Manuscript History of Brigham Young, 1846-1847. Eldon J. Watson. (1971)
- Teachings of President Brigham Young: Salvation for the Dead, the Spirit World, and Kindred Subjects. Seagull Press. (1922)
- Teachings of Presidents of the Church: Brigham Young. The Church of Jesus Christ of Latter-day Saints. (1997) LDS Church publication number 35554.

## 文学における引用
アーサー・コナン・ドイルはシャーロック・ホームズを主人公とする処女作『緋色の研究』の中で、ヤングを含むモルモン教徒が一夫多妻制に絡めて犯罪に関与するなど批判的に取り上げた為、モルモン教徒の間では批判が巻き起こった。この作品に関するコメントを求められるとドイルは「ダナイトバンドと殺人について言ったことは全て歴史的なことなので、小説の中では実際の歴史よりも不気味に書いたかもしれないが、引っ込めることはできない。」と語った。ドイルの娘は「ご存知のように父はシャーロック・ホームズの第一作でモルモン教について誤りが多かったことをまず認めることだろう」と述べている。

## 著名な子孫
ブリガム・ヤングには幾人かの注目すべき子孫がいる。
- ブリガム・ヤング・ジュニア、末日聖徒イエス・キリスト教会使徒
- ジョン・ウィラード・ヤング、末日聖徒イエス・キリスト教会使徒
- ジョセフ・エンジェル・ヤング、末日聖徒イエス・キリスト教会使徒
- リー・D・ワイトソー、使徒ジョン・A・ワイトソーの妻、家計学の指導的専門家、夫と共に『賢者の言葉：現代の解釈』を著し、母のスーザ・ヤング・ゲイツと共にブリガム・ヤングの伝記を書いた
- マホンリ・ヤング、彫刻家、画家
- オースン・スコット・カード、小説家
- リチャード・ホワイトヘッド・ヤング、アメリカ陸軍の将軍、フィリピン最高裁判所判事
- ジェラルド・タナーとサンドラ・タナー、末日聖徒イエス・キリスト教会評論家
- スーザ・ヤング・ゲイツ、ユタの女性参政権と女性の権利活動家
- スティーブ・ヤング、アメリカンフットボールの選手[26]
- ウィリアム・フーパー・ヤング、20世紀初期の殺人者